# 広済寺 (川越市)
広済寺（こうさいじ）は、埼玉県川越市喜多町にある曹洞宗の寺院。山号は青鷹山、院号は慈願院。

## 歴史
天文17年（1548年）8月20日、河越城主であった大道寺政繁によって建立された。開山は広庵芸長。その後、江戸時代になって本田右近親氏によって再興されたという。
1651年に起きた慶安の変では、対応に当たった松平信綱が川越藩主でもあったことから、連座した者の一部が広済寺境内で切腹させられた。
本堂は享保14年（1729年）の火災で焼失し、その後默元によって再建された。默元は本堂の軒が高すぎて、大風などによる修繕が必要になったときに不都合があると考え、自ら柱を切って軒を下げたため、他の寺に比べて軒が2尺（約60センチメートル）低くなったという。。
明治維新とともに学制が発布されたことを受け、1873年（明治6年）に禅堂を利用して北学校が設置され、当時の喜多町と高沢町の児童を受け入れた。1976年（明治9年）の記録では男子95名、女子92名が在籍していた。また1879年（明治12年）4月1日には、寺の一部が入間郡・高麗郡の郡役所庁舎となった。

## 境内

### 金毘羅堂
境内には鎮守社として金毘羅神社がある。安永9年（1780年）に鴫町（現・仲町）の若林宇右衛門らによって勧請された。その後文化13年（1816年）に一度焼失し、現存する本殿・幣殿・拝殿・楽の間は文化15年（1818年）から嘉永年間にかけて順次再建されたものとされる。什物を含め、川越市の有形文化財に指定されている。

## 本寺・末寺
多摩郡根ヶ布村（現・東京都青梅市）の天寧寺を本寺としていた。また、川越市幸町にある長喜院が末寺であった。